# 타조엔터테인먼트
주식회사 타조엔터테인먼트(영어: Tajoy Entertainment)는 대한민국의 연예 기획사이다.

## 역사 및 현황
2011년 8월 5일에 주식회사 타조라는 법인으로 설립되어, 2023년 4월에 타조엔터테인먼트로 사명을 변경하였다.
2024년 10월 30일에 코넥스 시장에 상장하였다.

## 소속 연예인
- 박서진[2]
- 홍수아[3]
- 휘성[4]